# Долина, Мария Ивановна (певица)
Мария Ивановна До́лина (настоящая фамилия Саюшкина, в замужестве Горленко; 1 [13] апреля 1868 — 2 декабря 1919) — российская певица (контральто). Солист Его Императорского Величества (1901).

## Биография

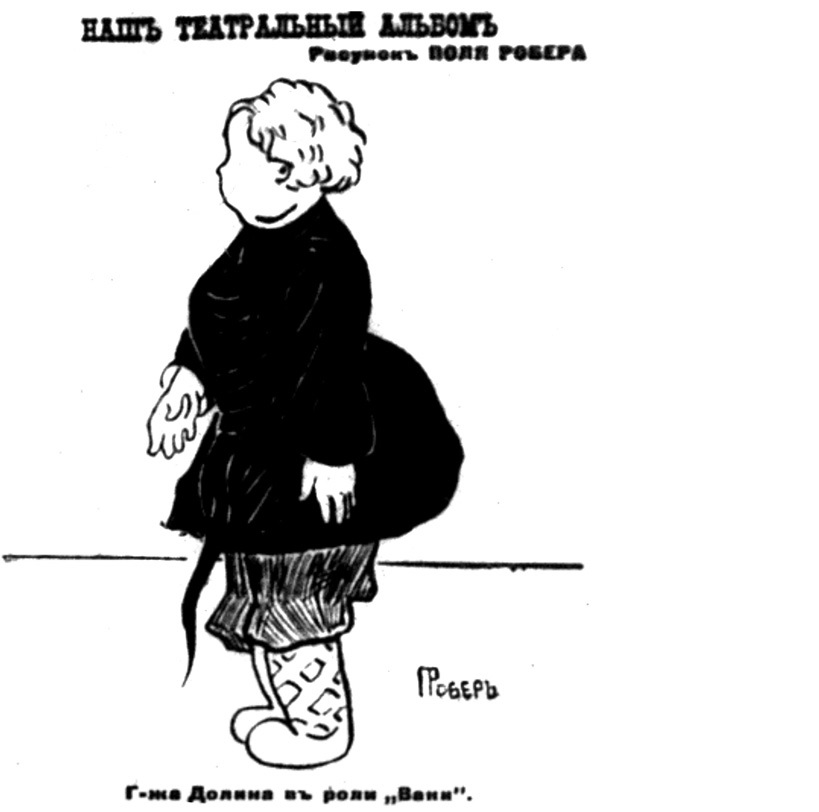
В партии Вани в опере «Жизнь за царя», шарж работы Поля Робера, 1903

Училась в Санкт-Петербурге на музыкальных курсах Рапгофа у Зельмы Греннинг-Вильде.
В 1886 г. дебютировала на сцене Мариинского театра в партии Вани («Жизнь за царя»), ставшей впоследствии её коронной ролью. Среди других известных партий Долиной — Лель в «Снегурочке» Римского-Корсакова, Груня во «Вражьей силе» Александра Серова, Ольга в «Евгении Онегине» и Басманов в «Опричнике» Чайковского, Кончаковна в «Князе Игоре» Бородине, Княгиня в «Русалке» Даргомыжского и др. После 1904 г. оставила оперную карьеру, но продолжала выступать с концертами, в том числе во Франции, Чехии, Германии, исполняя русскую академическую и народную музыку (циклы «Русская песня», «Славянская песня»).